# Pruska (Chrustowice)
Pruska – część wsi Chrustowice  w Polsce położona w województwie świętokrzyskim, w powiecie kazimierskim, w gminie Opatowiec
.
W latach 1975–1998 Pruska administracyjnie należała do województwa kieleckiego.